# Lit de justice

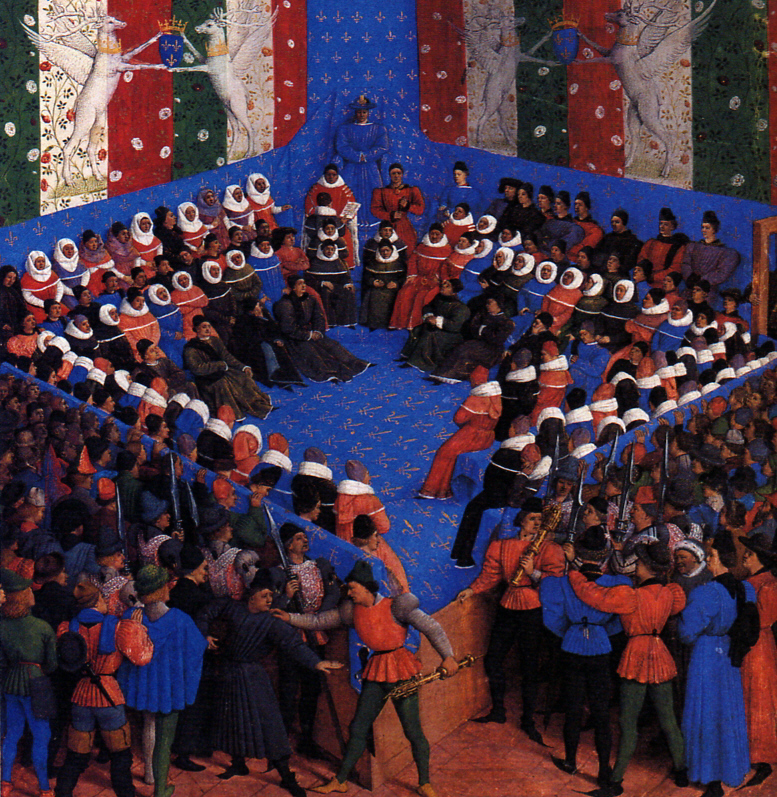
Lit de justice del re Carlo VII al Parlamento di Parigi, nel 1450, Jean Fouquet

Nel periodo precedente la Rivoluzione francese, il lit de justice (letteralmente: letto di giustizia) era la seduta eccezionale di un parlamento, presieduta dal re di Francia, nella quale quest'ultimo poteva superare l'opposizione, fatta attraverso il diritto di rimostranza, dello stesso parlamento ad un atto legislativo o normativo, imponendone la registrazione e quindi la validità con il ricorso al proprio potere assoluto.
Era una procedura insolita (le osservazioni dei parlamenti agli atti governativi e regali venivano di regola accettate dal re), adottata raramente, quando il re riteneva che l'interesse della Francia prevalesse sull'autorità parlamentare. Caso emblematico fu il lit de justice cui Enrico IV dovette ricorrere nel 1598 per imporre l'editto di Nantes, alla cui emanazione i parlamenti si erano opposti.

## Definizione
Il lit de justice era un'espressione della giustizia regia, considerata come origine di tutte le giustizie. Giudicando il parlamento in nome del re, in sua presenza perdeva la qualità di giudice per acquisire quella di semplice consigliere secondo l'adagio «adveniente principe, cessat magistratus» («Quando il sovrano è presente, il funzionario si fa da parte»). La procedura era utilizzata per atti di grande importanza, come ad esempio la nomina del reggente, resa necessaria dalla minore età del re dopo la successione al precedente. Essa tuttavia dava anche la possibilità al re di imporre la sua sovranità a magistrati restii e quindi far registrare (e perciò rendere validi a tutti gli effetti) atti normativi o legislativi ai quali si era opposto, parzialmente o totalmente, il parlamento. Il lit de justice poteva svolgersi in qualunque parlamento ma dopo il regno di Luigi XIII divenne in pratica una prerogativa del parlamento di Parigi.

## Cerimoniale
La seduta aveva luogo normalmente nella Sala Grande del Parlamento. Il re, dopo essersi raccolto in preghiera (per il parlamento di Parigi, nella Sainte-Chapelle), entrava in parlamento accompagnato dal cancelliere, dai principi di sangue reale, dai duchi e dai Pari di Francia, dai cardinali e dai marescialli. Egli prendeva posto su cuscini (da cui il nome "letto di giustizia") sormontati da un baldacchino sito in un angolo della camera dal quale si dominava la sala. Ai piedi del re sedeva il Gran ciambellano di Francia. Il re iniziava la seduta pronunciando una breve presentazione dell'argomento e quindi passava la parola al cancelliere con la frase di rito: «il mio cancelliere vi dirà il resto». Il cancelliere dava quindi lettura di una dichiarazione del re.

## Significato attuale
Oggi il termine, designato dal giurista francese Georges Vedel, indica il potere del popolo sovrano di fronte al Consiglio costituzionale (Francia). È così che si sono potuti ratificare certi trattati internazionali, che non erano conformi alla Costituzione francese, quali il trattato di Maastricht, il trattato di Amsterdam, la Corte penale internazionale, ecc. Esso può essere esercitato per via referendaria o dal Parlamento francese riunito a Congresso.